# 제프 유나이티드 이치하라 지바
제프 유나이티드 지바(일본어: ジェフユナイテッド千葉 제후 유나이텟도 지바[*], Jefu Yunaiteddo Chiba, 풀 네임 제프 유나이티드 이치하라 지바(일본어: ジェフユナイテッド市原・千葉 제후 유나이텟도 이치하라 지바[*], Jefu Yunaiteddo Ichihara Chiba)는 J2리그 소속의 축구팀으로 일본 지바현 지바시와 이치하라시를 연고지로 삼고 있다.

## 개요
클럽 명칭에서 제프(JEF)는 팀의 모기업인 동일본여객철도(JR East), 후루카와 전기(Furukawa Electric)를 의미하며 팀의 공식 호칭은 제프 유나이티드 지바이며 줄여서 제프 지바로도 불린다. 
1993년 J리그 출범 당시 기존의 클럽 명칭은 지바현 이치하라시를 연고지로 한 '제프 유나이티드 이치하라'였으나 이치하라시와 인접한 지바시로 연고지를 확대하면서 2005년 2월 1일 현재의 클럽 명칭으로 변경되었다. 
전신인 후루카와 전기공업 시절부터 단 한번의 J2리그 강등 없이 J1리그에 남아 있던 유일한 팀이었으나 J리그 디비전 1 2009에서 최하위의 처참한 성적에 그치면서 창단 이래 처음으로 J2리그로 강등되는 수모를 당했으며 2군팀인 제프 유나이티드 이치하라 지바 리저브도 있었으나 재정 문제로 2011 시즌 일본 풋볼 리그를 끝으로 해체 수순을 밟았다.

## 역사
1946년 가나가와현에서 후루카와 전기공업 축구부(古河電気工業サッカー部)라는 이름으로 창단한 뒤 1965년부터 1991년까지 JSL에 참가하여 JSL 2회, 천황배 4회 우승, JSL컵 3회 우승을 차지했으며 1986~1987 시즌에는 AFC 챔피언스리그 엘리트 우승과 아프로-아시안 클럽 챔피언십 준우승을 차지하기도 했다.
1992 시즌을 앞두고 후루카와 전기공업과 동일본 여객철도의 합작투자로 '제프 유나이티드 이치하라'로 팀명을 변경한 뒤 1993 시즌부터 J리그에 참여하자마자 독일 국가대표팀(당시 서독 대표팀) 출신 공격수이자 1990년 FIFA 월드컵 우승의 주역인 피에르 리트바르스키를 영입하기도 했다.
J리그 참가 이후 J1리그에서의 역대 최고 성적은 대한민국 대표팀 출신 공격수 최용수가 맹활약한 2001 시즌과 2003 시즌 3위이며 1998 시즌 J1리그 참가 결정전 출전을 시작으로 매년 강등권에 머무르고 있을만큼 일본 최상위 리그에서의 성적 부진이 심각한 편이다.
그래도 천황배에서는 2002 시즌과 2014 시즌에서 4강까지 오르며 2000년대에 들어선 이후 역대 최고 성적을 거두었고 J리그컵에서도 1998 시즌 준우승을 제외하고는 2004 시즌까지 단 1차례도 우승권에 발을 들이지 못하다가 2005 시즌과 2006 시즌에서 2회 연속 정상에 등극했다.
2006년 7월 16일 이비차 오심이 일본 축구 국가대표팀 감독으로 선임된 이후 제프 구단은 그의 장남이자 수석 코치인 아마르 오심을 감독으로 선임했고 아버지와 마찬가지로 2006 시즌 J리그컵 우승을 이끌었지만 이듬해인 2007 시즌에는 J리그컵 조별리그 탈락, 천황배 32강 탈락, J리그 디비전 1 2007 13위 등의 처참한 성적으로 구단을 실망시키면서 1년만에 전격 경질되었다.

## 역대 우승

### 후루카와 전자 공업 축구부
- 일본 사커 리그 : 1976, 1985년
- JSL컵 : 1977, 1982, 1986~1987년 시즌
- 천황배 : 1960, 1961, 1964, 1976년
- 아시안 클럽 챔피언십 : 1986년

### 제프 유나이티드 이치하라 지바
- J리그컵 : 2005, 2006년

## 선수단

### 현재 선수 명단
참고: FIFA 자격 규정에 따라 소속된 국가대표팀 국기를 표시합니다. 선수는 복수의 FIFA 비회원국 국적을 가지고 있을 수 있습니다.
| 번호 | 포지션 | 국적 | 이름              |
| ---- | ------ | ---- | ----------------- |
| 1    | GK     |      | 오카모토 마사히로 |
| 4    | DF     |      | 기타즈메 겐고     |
| 5    | DF     |      | 다타라 아쓰토     |
| 6    | MF     |      | 야마모토 마사키   |
| 7    | MF     |      | 사토 유토         |
| 8    | MF     |      | 기요타케 고키     |
| 10   | MF     |      | 마치다 야마토     |
| 11   | FW     |      | 후나야마 다카유키 |
| 13   | MF     |      | 다메다 히로타카   |
| 15   | MF     |      | 구마가이 앤드류   |
| 16   | FW     |      | 스가지마 히로키   |
| 17   | DF     |      | 오쿠보 유키       |

| 번호 | 포지션 | 국적     | 이름            |
| ---- | ------ | -------- | --------------- |
| 18   | MF     |          | 야다 아사히     |
| 20   | DF     |          | 와카사 마사시   |
| 21   | MF     | 파라과이 | 호르헤 살리나스 |
| 22   | MF     |          | 하뉴 나오타케   |
| 23   | GK     |          | 사토 유야       |
| 25   | GK     |          | 야마모토 가이토 |
| 26   | DF     |          | 오카노 쥰       |
| 28   | DF     |          | 이누이 다카야   |
| 30   | DF     |          | 미조부치 유시   |
| 31   | GK     |          | 오노 철환       |
| 32   | MF     |          | 다카하시 잇세이 |
| 40   | GK     |          | 루이스 오헤다   |
| 50   | FW     |          | 이부스키 히로시 |

## 역대 감독
| 감독              | 임기      |
| ----------------- | --------- |
| 나가누마 겐       | 1958~1961 |
| 오쿠데라 야스히코 | 1996      |
| 간베 스가오       | 2000      |
| 간베 스가오       | 2001      |
| 요제프 벵글로시   | 2002      |
| 이비차 오심       | 2003~2006 |
| 후안 에스나이데르 | 2017~2019 |
| 윤정환            | 2020~2022 |
| 고바야시 요시유키 | 2023~     |

## 제프 유나이티드 이치하라 지바 리저브즈
제프 유나이티드 이치하라 지바 리저브즈(일본어: ジェフユナイテッド市原・千葉リザーブズ)는 1995년 설립되어 2006년부터 2011년까지 일본 풋볼 리그에 소속되어 있던 일본의 축구 클럽으로 제프 유나이티드 지바의 2군 팀으로 대체로 제프 리저브즈로 불렸으며 2011년 일본 풋볼 리그를 끝으로 활동을 중단했다.

### 역대 JFL 기록
- 2006년: 12위
- 2007년: 9위
- 2008년: 15위
- 2009년: 12위
- 2010년: 16위
- 2011년: 17위

### 마지막 경기
2011년 시즌 진행 도중 재정적인 문제로 인하여 시즌을 끝마친 뒤 팀을 해산하기로 결정했으며 이 팀의 마지막 경기는 V-파렌 나가사키와의 정규 리그 경기였다.
| V-파렌 나가사키 | 3 – 3  | 제프 유나이티드 리저브 |
| --------------- | ------ | ---------------------- |
|                 | 리포트 |                        |